# Bureau central des télégrammes astronomiques
Le Bureau central des télégrammes astronomiques (Central Bureau for Astronomical Telegrams, ou CBAT), basé à l'observatoire astrophysique Smithsonian, est une association sans but lucratif qui fonctionne sous les auspices de la commission XI de l'Union astronomique internationale (UAI), responsable de la dissémination de l'information sur les événements astronomiques transitoires. L'information est distribuée via des circulaires (IAUC), et une série d'annonces de la taille d'une carte postale publiées à intervalles irréguliers en fonction des nécessités en format imprimé et électronique, et (au 20 décembre 2002) souvent aussi via les télégrammes électroniques du Bureau central (CBET) au format électronique uniquement. Les ressources du Bureau proviennent principalement des abonnements aux divers services qu'il offre.
Le CBAT est l'endroit où sont centralisées les découvertes de comètes, de satellites du système solaire, de novae, supernovae, et autres évènements astronomiques transitoires. Le premier bureau central fut formellement créé à Kiel, en Allemagne, et y resta jusqu'à la Première Guerre mondiale, quand il fut déménagé à l'observatoire de Copenhague, au Danemark, où il resta jusqu'à la fin de l'année 1964. L'UAI (fondée en 1919) adopta le Bureau central de l'observatoire de Copenhague comme son Bureau central des télégrammes astronomiques officiel en 1922.
Le premier janvier 1965, le CBAT déménagea de Copenhague à Cambridge dans le Massachusetts aux États-Unis, où l'observatoire de l'université Harvard agissait comme centre d'informations astronomiques pour l'hémisphère occidental depuis 1883. Le CBAT a fonctionné à Cambridge depuis 1965 sous la direction d'Owen Gingerich (1965-1968), de Brian G. Marsden (1968-2000) et de Daniel W. E. Green (depuis 2000).